# .sc
.sc je internetová národní doména nejvyššího řádu pro Seychely.
Doména byla prodána skotské firmě, nicméně domény se řídí pravidly seychelského registru. SCregistrars, společnost která prodávala .sc domény, mezitím skončila činnost: „Out-Law“.

## Domény druhé úrovně
- COM.SC komerční, ziskové organizace
- NET.SC síťová infrastruktura a organizace
- EDU.SC
- GOV.SC
- ORG.SC různé, většinou neziskové, organizace